# Фенчика
Фенчика (рум. Făncica) — село у повіті Біхор в Румунії. Входить до складу комуни Абремуц.
Село розташоване на відстані 438 км на північний захід від Бухареста, 36 км на північний схід від Ораді, 119 км на північний захід від Клуж-Напоки.

## Населення
За даними перепису населення 2002 року у селі проживали 408 осіб.
Національний склад населення села:
| Національність | Кількість осіб | Відсоток |
| -------------- | -------------- | -------- |
| румуни         | 361            | 88,5%    |
| цигани         | 31             | 7,6%     |
| угорці         | 15             | 3,7%     |

Рідною мовою назвали:
| Мова      | Кількість осіб | Відсоток |
| --------- | -------------- | -------- |
| румунська | 362            | 88,7%    |
| угорська  | 41             | 10,0%    |
| циганська | 5              | 1,2%     |